# Nottolino quantistico
Nel 2001, Heiner Linke, fisico tedesco dell'Università di Lund, è riuscito a realizzare un nottolino quantistico, vale a dire un esperimento scientifico in grado di estrarre una corrente di elettroni a partire da un potenziale medio nullo. Questo risultato, a prima vista paradossale, può essere spiegato con semplici regole di matematica. Vediamo prima alcuni concetti necessari a comprendere come sono possibili meccanismi di questo tipo.

## Nottolini termici

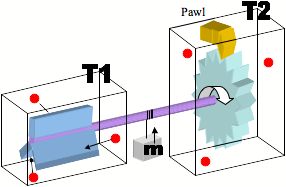
Schema di un nottolino browniano

I nottolini browniani, o termici, hanno una lunga storia in fisica. In una conferenza, il Premio Nobel per la fisica Richard P. Feynman si occupò di descrivere il funzionamento teorico di un nottolino browniano, e di spiegare l'impossibilità di generare, con tale meccanismo, un moto perpetuo.
Il nottolino di Feynman consiste in una ruota dentata, una molla, un dente d'arresto, un asse munito di pale. L'asse si collega alla ruota dentata, la quale viene tenuta in posizione dal dente e dalla molla. I denti della ruota sono arcuati, in maniera da consentire la rotazione in un solo verso, opponendo resistenza al moto nel verso opposto incastrandosi nel dente, spinto verso il basso dalla molla. Il tutto è immerso in un gas.
L'agitazione termica delle molecole di gas le fa urtare contro le pale.
Gli urti nel verso corretto, se sufficientemente potenti, fanno compiere lo scatto di un dente al meccanismo. Gli urti nel verso opposto, invece, sono inefficaci a produrre un movimento, perché vengono sempre ostacolati dal dente di arresto. Tuttavia, questo contrasto genera calore, e ben presto il sistema formato dalla molla e dal dente diventa così caldo da non poter più ostacolare nulla: la ruota resta alla mercé del moto browniano.
Non è dunque possibile utilizzare una tale macchina per il moto perpetuo, in accordo con il secondo principio della termodinamica.

## Nottolini browniani funzionanti
Tuttavia, esiste un metodo per riuscire a ricavare un lavoro dall'agitazione termica, a patto di accettare, qualche volta, di compiere un lavoro opposto, e di fornire comunque energia al sistema dall'esterno in maniera casuale.
Un requisito importante è avere una struttura con un andamento di potenziale a dente di sega, in cui la distanza tra un massimo e il
minimo successivo sia minore che nel verso opposto. Inoltre, deve essere presente un meccanismo frenante e una sorgente di energia casuale.
Alcuni esempi di meccanismi del genere sono le pompe ioniche cellulari:
queste consistono, di solito, in una proteina a forma di imbuto, che alterna una configurazione a canale chiuso, in cui lo ione è fortemente accoppiato al canale, a una a canale aperto, in cui lo ione interagisce debolmente con il canale. Il moto browniano delle molecole è allora
sufficiente a spingere lo ione in senso contrario al gradiente elettrochimico. Il passaggio da uno stato all'altro viene effettuato, di solito, grazie alla combustione di una molecola di Adenosina trifosfato (ATP).

## Simulazione di nottolino termico
Tutto questo sembra poco probabile, eppure è possibile simularne gli effetti con un semplice gioco "da tavolo". Ipotizziamo una serie di
5 caselle alternate, bianche e nere. La pedina, all'inizio posta al centro, si sposta in base al risultato del lancio di due dadi e del colore della casella di partenza. Per vincere, occorre uscire dallo scacchiere avanzando. Si perde se si esce retrocedendo.
Ad esempio:
| Mossa    | Bianco   | Nero     |
| Avanti   | 7, 11    | 11       |
| Indietro | 2, 3, 12 | 2, 4, 12 |

Lanciando 2 dadi, abbiamo 6 possibilità che venga 7, 2 che esca 11, 1 per il 12 e il 2, 2 per il 3, 3 per il 4.
Iniziamo con la pedina sul nero al centro. Le probabilità di vincere sono il prodotto delle possibilità di andare avanti dal bianco al nero, 
moltiplicate per quelle in avanti dal nero al bianco: dunque {\displaystyle 8\times 2=16}. Le possibilità di perdere sono invece 
{\displaystyle 5\times 4=20}.
Si perde dunque 100 volte ogni 80 vittorie.
Supponiamo ora di avere un altro insieme di regole:
| Mossa    | Bianco   | Nero     |
| Avanti   | 11       | 7, 11    |
| Indietro | 2, 4, 12 | 2, 3, 12 |

Le probabilità di vittoria sono le stesse. Ora facciamo intervenire il processo casuale: applichiamo ora le une o le altre regole ogni volta in base al risultato del lancio di una moneta (testa o croce). Se ricalcoliamo le probabilità di vittoria, risultano allora il prodotto della media delle mosse in avanti dal bianco per quelle di mosse in avanti dal nero:
{\displaystyle {\frac {8+2}{2}}\times {\frac {8+2}{2}}=25}.
Quelle di sconfitta, in modo simile, saranno
{\displaystyle {\frac {4+5}{2}}\times {\frac {4+5}{2}}=20{,}25}.
Otteniamo quindi 81 sconfitte ogni 100 vittorie!

### Listato C++ per un programma di simulazione
È possibile simulare il processo attraverso un algoritmo. Il seguente listato è un programma in C++ che simula 100.000 partite al gioco, con
una serie di 30 caselle (per modificare questi parametri, basta cambiare i valori delle variabili partite_da_giocare e Dimensione).
Si può sperimentare che si ottiene la vittoria circa 71 volte su 100, anche se si parte dalla casella 15, in cui bastano 14 passi per perdere mentre ne servono 15 per vincere.
```
 
/* codice */
 

 
/* Copyright BlakWolf 2004 */

 
/* Released under Gnu GPL V. 2 or later, at your option */

 

 
#include
 
<set>
 /* contenitore per regole */

 
#include
 
<cstdlib>
 /* rand() e srand() */

 
#include
 
<ctime>
 /* time() */

 
#include
 
<iostream>

 

 
/* 

 * Pedina

 * contiene la posizione sulla scacchiera 

 */

 
struct
 
Pedina
 
{

  
unsigned
 
int
 
posizione
;

 
};

 

 
/*

 * Regola 

 * associa un risultato del dado

 * ad uno spostamento

 * */

 
struct
 
Regola
 
{

  
unsigned
 
int
 
Lancio
;

  
int
 
Spostamento
;

  
Regola
(
 
const
 
unsigned
 
int
&
 
lancio
,
 
const
 
int
&
 
spostamento
)
 
:

       
Lancio
(
lancio
),

       
Spostamento
(
spostamento
)
 
{}

 
inline
 
bool
 
operator
<
 
(
const
 
Regola
&
 
r
)
 
const
 
{

   
return
 
(
Lancio
 
<
 
r
.
Lancio
);

 
}

 
inline
 
bool
 
operator
==
 
(
const
 
Regola
&
 
r
)
 
const
 
{

   
return
 
(
Lancio
 
==
 
r
.
Lancio
);

 
}

 

 
};

 

 
/* Insieme di regole

 * Contiene un insieme di regole del gioco

 * e le applica in funzione del tiro del dado 

 */

 
class
 
Ruleset
 
{

 
public
:

  
typedef
 
std
::
set
<
Regola
>
 
Container
;

  
typedef
 
Container
::
iterator
 
Iterator
;

 

 
private
:

  
Container
 
regole
;

 

 
public
:

  
Ruleset
(
Iterator
 
from
,
 
Iterator
 
to
);

  
int
 
Applica
(
unsigned
 
int
&
 
Lancio
);

  
~
Ruleset
(){};

 
};

 

 
/* Inserisce le regole nel contenitore

 */

 
Ruleset
::
Ruleset
(
Ruleset
::
Iterator
 
from
,
 
Ruleset
::
Iterator
 
to
){

  
for
 
(
Iterator
 
it
 
=
 
from
;
 
it
 
!=
 
to
;
 
++
it
)

     
regole
.
insert
(
*
it
);

 
}

 

 
/* Se trova una regola la applica, e ritorna lo spostamento

 * altrimenti ritorna 0 (spostamento nullo)

 */

 
int
 
Ruleset
::
Applica
(
unsigned
 
int
&
 
Lancio
){

  
Iterator
 
it
 
=
 
regole
.
find
(
Regola
(
Lancio
,
 
0
))
 
;

  
if
 
(
it
 
==
 
regole
.
end
())

     
return
 
0
;

  
return
 
(
it
->
Spostamento
);

  
}

 

 
int
 
main
()
 
{

 

  
unsigned
 
int
 
Dimensione
 
=
 
30
;
 
/* lunghezza del percorso */

  
int
 
partite_da_giocare
 
=
 
100000
;
 
/* partite */

 

  
int
 
Croce
;

  
unsigned
 
int
 
Lancio
;

 

  
Ruleset
::
Container
 
Contenitore
;

 

  
// set n. 1 di regole per i quadrati pari

  
// se escono 7 o 11, avanza di 1, se escono 2 3 12 indietreggia di 1

 

  
Contenitore
.
insert
(
Regola
(
7
,
 
1
));

  
Contenitore
.
insert
(
Regola
(
11
,
 
1
));

  
Contenitore
.
insert
(
Regola
(
2
,
 
-1
));

  
Contenitore
.
insert
(
Regola
(
3
,
 
-1
));

  
Contenitore
.
insert
(
Regola
(
12
,
 
-1
));

 

  
Ruleset
 
Bianchi_a
(
Contenitore
.
begin
(),
 
Contenitore
.
end
());

 

  
// set n. 1 di regole per i quadrati dispari

  
// vedi sopra

 

  
Contenitore
.
clear
();

  
Contenitore
.
insert
(
Regola
(
11
,
 
1
));

  
Contenitore
.
insert
(
Regola
(
2
,
 
-1
));

  
Contenitore
.
insert
(
Regola
(
4
,
 
-1
));

  
Contenitore
.
insert
(
Regola
(
12
,
 
-1
));

 

  
Ruleset
 
Neri_a
(
Contenitore
.
begin
(),
 
Contenitore
.
end
());

 

  
// set n. 2 di regole per i quadrati pari

  
Contenitore
.
clear
();

  
Contenitore
.
insert
(
Regola
(
11
,
 
1
));

  
Contenitore
.
insert
(
Regola
(
2
,
 
-1
));

  
Contenitore
.
insert
(
Regola
(
4
,
 
-1
));

  
Contenitore
.
insert
(
Regola
(
12
,
 
-1
));

 

  
Ruleset
 
Bianchi_b
(
Contenitore
.
begin
(),
 
Contenitore
.
end
());

 

  
// set n. 2 di regole per i quadrati dispari

  
Contenitore
.
clear
();

  
Contenitore
.
insert
(
Regola
(
7
,
 
1
));

  
Contenitore
.
insert
(
Regola
(
11
,
 
1
));

  
Contenitore
.
insert
(
Regola
(
2
,
 
-1
));

  
Contenitore
.
insert
(
Regola
(
3
,
 
-1
));

  
Contenitore
.
insert
(
Regola
(
12
,
 
-1
));

 

  
Ruleset
 
Neri_b
(
Contenitore
.
begin
(),
 
Contenitore
.
end
());

 

  
int
 
Contatore
 
=
 
0
;
 
// partite giocate

  
int
 
Vittorie
 
=
 
0
;
  
// partite vinte

 

  
Pedina
 
p
;

  
p
.
posizione
 
=
 
Dimensione
 
/
 
2
 
;
 
/* Inizia la partita con la pedina al 

  centro */

  
std
::
srand
(
std
::
time
(
0
));
 
/* Randomizzazione del seme */

 

  
while
 
(
Contatore
 
<
 
partite_da_giocare
){

      
Croce
 
=
 
(
std
::
rand
()
>>
8
)
 
&
 
1
;
 
// pari o dispari

      
Lancio
  
=
 
(
std
::
rand
()
>>
8
)
 
%
 
6
 
+
 
1
;
 
// dado 1

      
Lancio
 
+=
 
(
std
::
rand
()
>>
8
)
 
%
 
6
 
+
 
1
;
 
// dado 2

 

      
if
 
(
Croce
)
 
{
 
/* Esce Croce */

         
if
 
(
p
.
posizione
 
&
 
1
)
 
{
 
/* Casella Dispari */

            
p
.
posizione
 
+=
 
Bianchi_a
.
Applica
(
Lancio
);

         
}
 
else
  
/* Casella Pari */

            
p
.
posizione
 
+=
 
Neri_a
.
Applica
(
Lancio
);

       
}
 
else
 
{
  
/* Esce testa */

         
if
 
(
p
.
posizione
 
&
 
1
)
 
{
 
/* Casella Dispari */

            
p
.
posizione
 
+=
 
Bianchi_b
.
Applica
(
Lancio
);

         
}
 
else
 
/* Casella Pari */

            
p
.
posizione
 
+=
 
Neri_b
.
Applica
(
Lancio
);

       
}

 

       
if
 
(
p
.
posizione
 
==
 
Dimensione
)
 
{
 
/* vittoria */

         
p
.
posizione
 
=
 
Dimensione
 
/
 
2
;
 
/* Rimetti il pedone al centro */

         
++
Vittorie
;

         
++
Contatore
;

         
}

 

       
if
 
(
p
.
posizione
 
==
 
0
)
 
{
  
/* sconfitta */

         
p
.
posizione
 
=
 
Dimensione
 
/
 
2
;

         
++
Contatore
;

       
}

  
}

 

  
std
::
cout
 
<<
 
"Vittorie "
 
<<
 
Vittorie
 
<<
 
" Giocate "
 
<<
 
Contatore
 
<<
 
"("
;
  

  
std
::
cout
 
<<
 
100.
 
*
 
Vittorie
 
/
 
Contatore
 
<<
 
"%)"
 
<<
 
std
::
endl
;
 

  
}

 

 
/* fine codice  */

```

## Realizzazione di nottolini quantistici

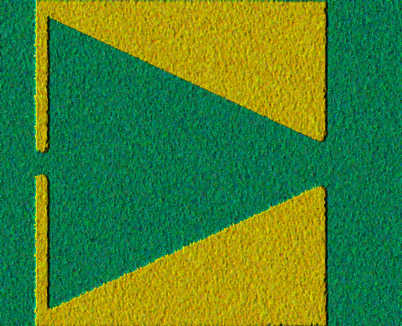
Nottolino quantistico

Spostando il discorso sul piano della fisica dei quanti, i componenti di un nottolino quantistico diventano l'interferenza tra le funzioni d'onda, la quantizzazione dei livelli energetici e l'effetto tunnel. 
Linke e i suoi colleghi hanno utilizzato allo scopo dei punti quantici triangolari. Questi consistono in buche di potenziale, in cui gli elettroni hanno difficoltà a passare per il vertice.
Ad alta temperatura, gli elettroni si comportano all'incirca come nottolini browniani, in modo simile agli ioni nelle pompe molecolari: sottoposti ad un potenziale oscillante, fluiscono dal vertice e generano dunque una corrente anche se il potenziale medio è nullo. A bassa temperatura, invece, il meccanismo si comporta come un nottolino quantistico: gli elettroni fluiscono dai lati del triangolo in quanto il gap di energia necessario a superare l'ostacolo per effetto tunnel è minore in quella direzione.

## Utilizzi pratici

### Motori molecolari
Realizzare motori di dimensioni molecolari richiede un ripensamento del concetto di funzionamento: nei motori macroscopici, l'energia viene utilizzata per produrre un movimento utile al motore, mentre in campo molecolare si devono bloccare quelli inutili nel caos delle agitazioni termiche o delle interferenze probabilistiche.

### Dispositivi elettronici
La possibilità di gestire singoli elettroni, pur con i limiti descritti in precedenza, senza dover calibrare con altrettanta precisione i campi, offre molte possibilità all'elettronica di precisione, come la realizzazione di pompe di elettroni per la nanoelettronica, o l'amplificazione dei segnali lungo cavi di dimensioni molecolari. Inoltre i nottolini quantistici possono essere impiegati per moderare i vortici di corrente all'interno dei superconduttori, problema fondamentale per la realizzazione di magneti e cavi a superconduzione.